# Fiona MacCarthy
Fiona MacCarthy (Sutton, 23 gennaio 1940 – Londra, 29 febbraio 2020) è stata una biografa e storica britannica, nota soprattutto per i suoi studi sulla cultura del XIX e XX secolo.

## Biografia
Fiona MacCarthy nacque a Sutton, nel Surrey, in una famiglia facoltosa. Il padre, Gerald MacCarthy, fu un ufficiale della Royal Artillery ucciso in azione durante la seconda guerra mondiale, mentre la madre era Fiona MacCarthy; sue nonna metarna fu la baronessa de Belabre. La MacCarthy fu educata alla Wycombe Abbey School e nel 1958, dopo un periodo a Parigi, fece il suo debutto in società davanti alla regina Elisabetta II in occasione del Queen Charlotte's Ball. Successivamente studiò letteratura inglese al Lady Margaret Hall dell'Università di Oxford.
Dopo la laurea cominciò a lavorare nel giornalismo, approdando al The Guardian nel 1963 prima come assistente della editor Mary Scott e poi come colonnista e corrispondente per le notizie legate alla moda; in questi anni ebbe modo di condurre intervista a personaggi di spicco della cultura contemporanea, tra cui David Hockney, Betty Friedan e John Lennon. Dopo aver lasciato il Guardian nel 1969 e una breve esperienza con l'Evening Standard, la MacCarthy si ritirò a Sheffield, dove cominciò a dedicarsi alla biografia.
Nel 1989 la sua biografia dell'artista Eric Gill fece scalpore, dato che fu la prima a rivelare al grande pubblico delle pratiche sessuali di Gill, che si estendevano all'incesto e alla zoofilia. Nonostante lo scandalo che ne conseguì, la MacCarthy si affermò negli anni successivi con apprezzate biografie di Stanley Spencer e Lord Byron. Parallelamente all'attività di biografia, la scrittrice coltivò il suo interesse per l'arte e la critica letteraria, pubblicando articoli e recensioni sul Guardian, il The Times Literary Supplement e il The New York Review of Books. Nel 1994 vinse il Wolfson History Prize per la sua biografia di William Morris.
Dopo un primo matrimonio fallito con Ian White-Thompson, nel 1966 si risposò con David Mellor, conosciuto durante un'intervista da lei realizzata per The Guardian. La coppia ebbe due figli, Corin e Clare Mellor. Fiona MacCarthy morì nel 2020 all'età di ottant'anni, undici anni dopo la morte del marito.

## Opere
- All Things Bright and Beautiful: British Design 1830 to Today, Londra, Allen and Unwin, 1972. ISBN 9780047450020
- The Simple Life: C. R. Ashbee in the Cotswolds, Londra, Faber and Faber, 1981. ISBN 9780571255801
- The Omega Workshops: Decorative Arts of Bloomsbury, Londra, The Council, 1983. ISBN 9780903798723
- Eric Gill, Londra, EP Dutton, 1989. ISBN 9780525247357
- William Morris: A Life for our Time, Londra, Faber and Faber, 1994. ISBN 9780571255597
- Stanley Spencer: An English Vision, New Haven, Yale University Press, 1997. ISBN 9780300073379
- Byron: Life and Legend, Londra, Londra, Ferrar, Straus & Giroux, 2002. ISBN 9780374186296
- Last Curtsey: The End of the Debutantes, Londra, Faber and Faber, 2007. ISBN 9780571228607
- The Last Pre-Raphaelite: Edward Burne-Jones and the Victorian Imagination, Londra, Faber and Faber, 2011. ISBN 9780571228614
- Walter Gropius: Visionary Founder of the Bauhaus , Londra, Faber and Faber, 2019. ISBN 9780571295135